# Arcidiocesi di Lipa

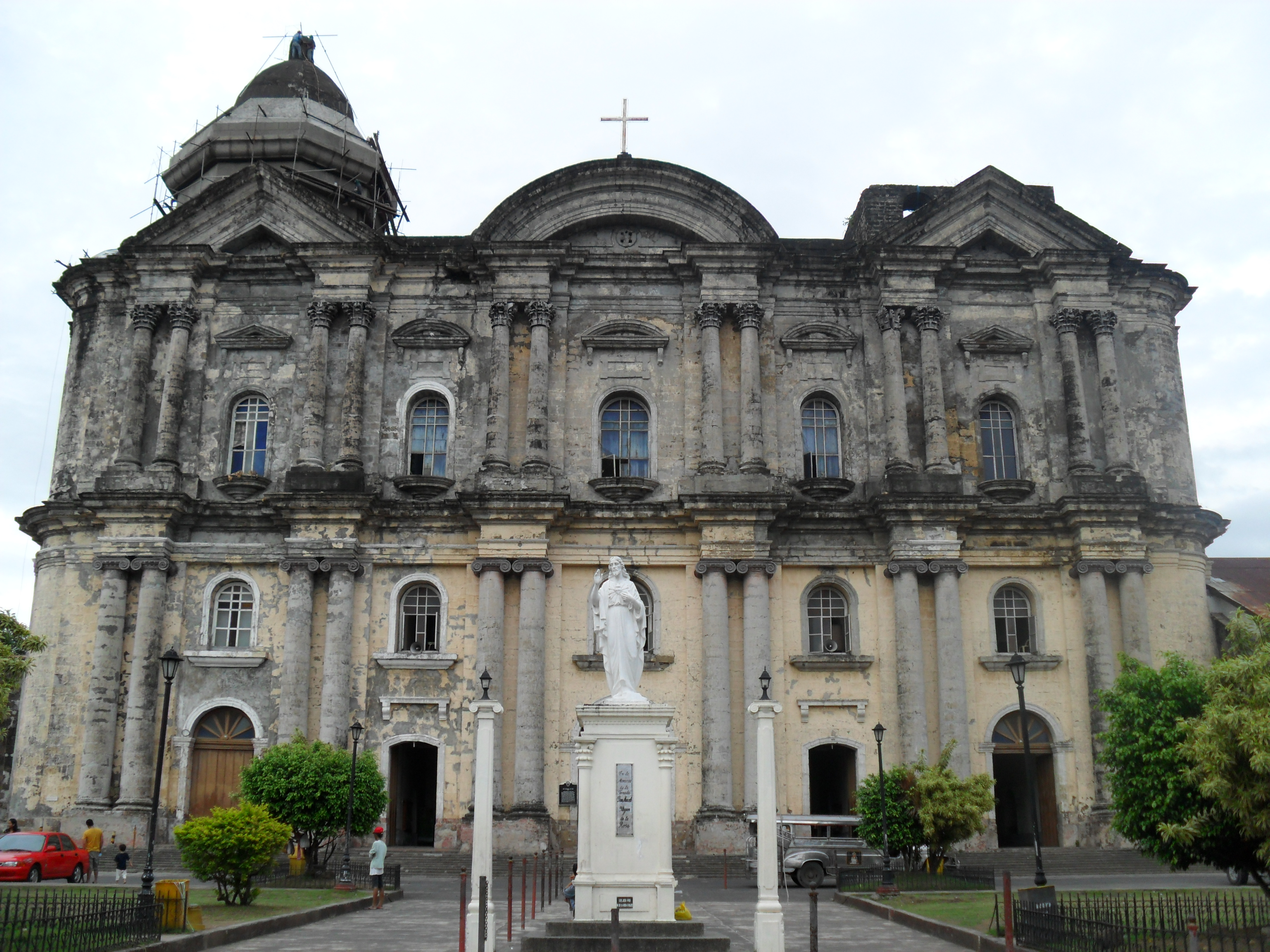
La basilica minore di San Martino di Tours a Taal.

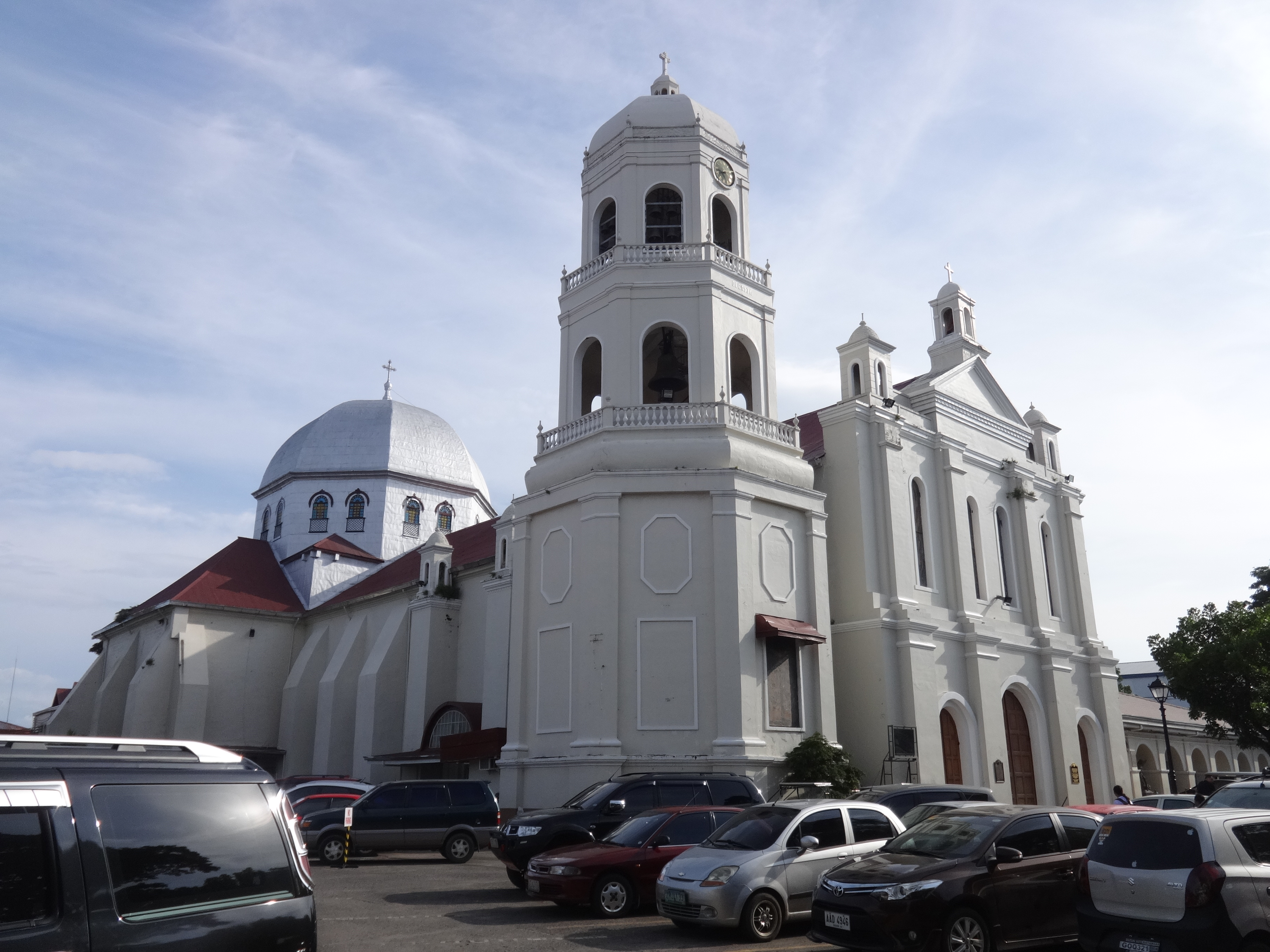
La basilica minore dell'Immacolata Concezione a Batangas.

L'arcidiocesi di Lipa (in latino: Archidioecesis Lipensis) è una sede metropolitana della Chiesa cattolica nelle Filippine. Nel 2021 contava 3.158.430 battezzati su 3.317.970 abitanti. È retta dall'arcivescovo Gilbert Armea Garcera.

## Territorio
L'arcidiocesi comprende la provincia filippina di Batangas sull'isola di Luzon.
Sede arcivescovile è la città di Lipa, dove si trova la cattedrale di San Sebastiano. A Taal sorge la basilica minore di San Martino di Tours, la chiesa più grande di tutta l'Asia. A Batangas si trova la basilica minore dell'Immacolata Concezione.
Il territorio si estende su 3.166 km² ed è suddiviso in 64 parrocchie, raggruppate in 7 vicariati.

### Provincia ecclesiastica
La provincia ecclesiastica di Lipa, istituita nel 1972, comprende le seguenti suffraganee:
- la diocesi di Lucena, eretta il 28 marzo 1950;
- la prelatura territoriale di Infanta, eretta il 25 aprile 1950;
- la diocesi di Boac, eretta il 2 aprile 1977;
- la diocesi di Gumaca, eretta il 9 aprile 1984.

La provincia ecclesiastica si estende sulla parte centro-meridionale dell'isola di Luzon.

## Storia
La diocesi di Lipa fu eretta il 10 aprile 1910, ricavandone il territorio dalla diocesi di Cáceres (oggi arcidiocesi di Cáceres). Originariamente era suffraganea dell'arcidiocesi di Manila.
Successivamente cedette a più riprese porzioni del suo territorio a vantaggio dell'erezione di nuove circoscrizioni ecclesiastiche e precisamente:
- la prefettura apostolica di Mindoro (oggi vicariato apostolico di Calapan) il 2 luglio 1936;
- la diocesi di Lucena il 28 marzo 1950;
- la prelatura territoriale di Infanta il 25 aprile 1950;
- la diocesi di Imus il 25 novembre 1961;
- la diocesi di San Pablo il 28 novembre 1966.

Il 20 giugno 1972 è stata elevata al rango di arcidiocesi metropolitana con la bolla Qui summi Numinis di papa Paolo VI.

## Cronotassi dei vescovi
Si omettono i periodi di sede vacante non superiori ai 2 anni o non storicamente accertati.
- Giuseppe Petrelli † (12 aprile 1910 - 30 marzo 1915 nominato delegato apostolico nelle Filippine[1])
- Alfredo Verzosa y Florentin † (6 settembre 1916 - 25 febbraio 1951 dimesso[2])
  - Sede vacante (1951-1953)
- Alejandro Ayson Olalia † (28 dicembre 1953 - 2 gennaio 1973 deceduto)
- Ricardo Jamin Vidal † (22 agosto 1973 - 13 aprile 1981 nominato arcivescovo coadiutore di Cebu)
- Mariano Gaviola y Garcés † (13 aprile 1981 - 30 dicembre 1992 dimesso)
- Gaudencio Borbon Rosales (30 dicembre 1992 - 15 settembre 2003 nominato arcivescovo di Manila)
- Ramon Cabrera Argüelles (14 maggio 2004 - 2 febbraio 2017 dimesso)
- Gilbert Armea Garcera, dal 2 febbraio 2017

## Statistiche
L'arcidiocesi nel 2021 su una popolazione di 3.317.970 persone contava 3.158.430 battezzati, corrispondenti al 95,2% del totale.
| anno | popolazione | popolazione | popolazione | presbiteri | presbiteri | presbiteri | presbiteri                | diaconi | religiosi | religiosi | parrocchie |
| anno | battezzati  | totale      | %           | numero     | secolari   | regolari   | battezzati per presbitero | diaconi | uomini    | donne     | parrocchie |
| ---- | ----------- | ----------- | ----------- | ---------- | ---------- | ---------- | ------------------------- | ------- | --------- | --------- | ---------- |
| 1950 | 731.679     | 816.528     | 89,6        | 106        | 82         | 24         | 6.902                     |         | 14        | 60        | 70         |
| 1969 | 733.868     | 756.262     | 97,0        | 91         | 56         | 35         | 8.064                     |         | 46        | 140       | 41         |
| 1980 | 1.129.000   | 1.163.000   | 97,1        | 94         | 68         | 26         | 12.010                    |         | 114       | 117       | 44         |
| 1990 | 1.319.145   | 1.409.145   | 93,6        | 104        | 70         | 34         | 12.684                    |         | 146       | 154       | 46         |
| 1999 | 1.664.563   | 1.786.833   | 93,2        | 133        | 105        | 28         | 12.515                    |         | 135       | 187       | 50         |
| 2000 | 1.760.926   | 1.884.735   | 93,4        | 141        | 104        | 37         | 12.488                    |         | 147       | 137       | 51         |
| 2001 | 1.804.640   | 1.905.348   | 94,7        | 144        | 105        | 39         | 12.532                    |         | 104       | 197       | 52         |
| 2002 | 1.850.192   | 1.928.213   | 96,0        | 147        | 107        | 40         | 12.586                    |         | 162       | 189       | 52         |
| 2003 | 1.892.746   | 1.972.562   | 96,0        | 151        | 118        | 33         | 12.534                    |         | 118       | 154       | 52         |
| 2004 | 1.843.617   | 1.905.348   | 96,8        | 147        | 108        | 39         | 12.541                    |         | 147       | 200       | 53         |
| 2013 | 2.246.000   | 2.340.000   | 96,0        | 229        | 126        | 103        | 9.807                     |         | 191       | 266       | 61         |
| 2016 | 2.805.795   | 2.982.704   | 94,1        | 234        | 117        | 117        | 11.990                    |         | 281       | 313       | 63         |
| 2019 | 3.073.400   | 3.225.950   | 95,3        | 263        | 121        | 142        | 11.685                    |         | 261       | 327       | 64         |
| 2021 | 3.158.430   | 3.317.970   | 95,2        | 291        | 123        | 168        | 10.853                    |         | 331       | 491       | 64         |